# Зимнее наступление России на Украине (2022—2023)
Зимнее наступление России 2022—2023 годов — военная кампания российских войск в ходе вторжения в Украину.
22 декабря 2022 года глава Генштаба РФ Валерий Герасимов заявил, что российская армия сосредоточится на захвате Донецкой области. В начале февраля 2023 года российские войска начали своё зимнее наступление на западном участке фронта в Донецкой области и на линии Купянск — Сватово — Кременная — Лиман.
По мнению  военных экспертов, Россия желала быстро прорвать украинскую оборону и захватить Донецкую область. Однако, российское наступление продвигалось медленно, и по оценкам разведок США и Великобритании, зимой 2023 года российская армия сумела добиться лишь незначительного продвижения ценой огромных собственных потерь.

## Предыстория
Осенью 2022 года ВСУ успешно провели два наступления: на востоке Украины и в Херсонской области. После этого на фронте установилось относительное затишье, которые обозреватели связывали с осенней распутицей и необходимостью у сторон перегруппировать свои силы. В конце осени обозреватели размышляли о том, какой может быть война зимой 2022—2023 годов. Теоретически, Украина могла бы продолжить развивать свой успех, наступая на севере и западе Луганской области, либо попытаться освободить южные области. Россия же могла бы попробовать перехватить инициативу, начав наступать на севере Донбасса, попробовать вернуть под свой контроль отбитые осенью 2022 года территории Харьковской области, либо начать наступать на Запорожье. Для этой цели Россия могла бы использовать новые силы, сформированные в ходе начатой в сентябре 2022 года мобилизации, а также те формирования, которые вывела с правого берега Днепра после оставления Херсона.
При этом журналистами отмечалось, что для России Донбасс был относительно благоприятным местом для наступления. Этому способствовала налаженная ещё до полномасштабного вторжения система логистики и укреплений у «народных республик» Донбасса. Также идея «освобождения» ДНР и ЛНР была понятной мотивацией для российских сил.
Министр обороны Великобритании Бен Уоллес в ноябре 2022 года призывал Украину продолжить наступление в зимние месяцы: «Учитывая преимущество, которое украинцы имеют в подготовке, оборудовании и качестве боевого состава против деморализованных, плохо обученных, плохо оснащенных россиян, в интересах Украины сохранить темп зимой».

## Специфика ведения боевых действий зимой

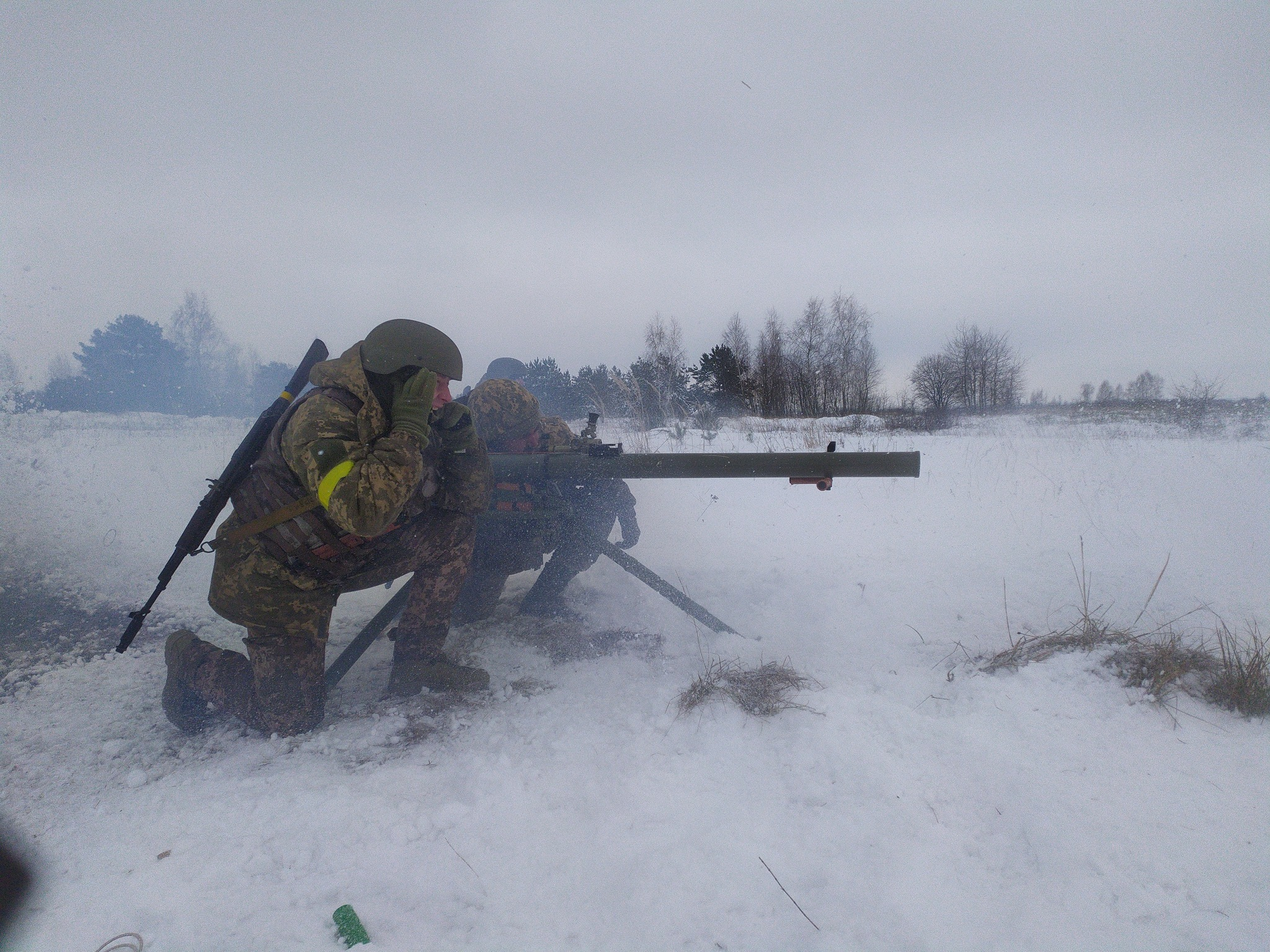
Украинские солдаты Сил теробороны с болгарским станковым гранатомётом ATGL-H, декабрь 2022 года

Обозреватели отмечали сложность ведения боевых действий в зимний период. Хотя по промерзлой земле тяжелую технику легче использовать, чем во время распутицы, однако при выпадении снега даже его небольшой слой значительно усложняет передвижение по пересеченной местности. Во время снегопадов менее проездными становятся и шоссейные дороги. Гололёд же требует ещё больших усилий для обеспечения пропускной способности дорог. Усложняется ремонт техники на месте в полевых условиях, а также её эвакуация.
Минусовая температура воздуха негативно влияет на электрику, использующуюся военными. Сложнее использовать авиацию из-за большего количества дней с нелетной погодой чем в теплое время года. В то же время возрастает эффективность разведки с воздуха, так как в летнее время ей мешают листья деревьев.

## Ход событий

### Донбасс

Оккупированные украинские территории в январе 2023 года

Зимой 2022—2023 годов ВСУ решили приступить к стратегической обороне, проводя лишь локальные атаки в районе города Кременной Луганской области. Однако действия Украины в районе Кременной не имели особого успеха. По словам главы Луганской военной администрации Сергея Гайдая, одной из главных проблем для украинских сил в районе Кременной стало масштабное минирование этой территории российскими войсками. В середине зимы российскими силами, получившими пополнение за счет мобилизации, была предпринята собственная попытка наступления под Кременной, однако и они не имели особого успеха и к концу зимы фронт на этом направлении приобрел статичный характер.
Российские силы, хотя и демонстрировали активность на разных участках фронта, сосредоточили свою усилия на захвате Донецкой области. 16 декабря 2022 года о том, что россияне зимой могут готовить наступление на Донбассе, писал американский Институт изучения войны. Они писали, что с приходом холодов Россия активизировала свои действия по всей линии фронта в Донецкой и Луганской областях, и указывали на проблемы в боеспособности российских войск. В частности, британский адмирал Энтони Радакин тогда заявлял: «Россия сталкивается с острой нехваткой артиллерийских боеприпасов. В этом нет никакой загадки. Путин планировал 30-дневную войну, но российские орудия стреляют уже почти 300 дней».
22 декабря 2022 года глава Генштаба РФ Валерий Герасимов заявил, что российская армия сосредоточится на захвате Донецкой области. 11 января 2022 года Герасимов становится командующим объединённой группировкой войск в Украине, придя на смену Сергею Суровикину. Назначение Герасимова на этот пост происходило на фоне боёв за Соледар.
6 февраля 2023 года британская Financial Times со ссылкой на «очень надёжные данные разведки» от источников в ВСУ писала, что в течение следующих десяти дней российская армия начнет в районах городов Кременной и Лимана масштабное наступление. О новом возможном российском наступлении 5 февраля заявлял и украинский президент Владимир Зеленский.
Российские войска в Донецкой области переходят в наступление по нескольким направлениям: 1. на линии Бахмут — Соледар — Северск; 2. На пригороды Донецк — Авдеевка и Марьинка; 3. на Угледар.
Наиболее ожесточенными были бои за Бахмут. Основную ударную силу россиян на этом направлении составляли бойцы ЧВК «Вагнер», в том числе набранные из числа российских заключенных. ЧВК «Вагнер» использовала тактику мобильных штурмовых отрядов. В отличие от регулярных российских вооруженных сил, активно использовавших бронетехнику, штурмовые отряды «Вагнера» атаковали преимущественно в пешем порядке. Вначале своих атак артиллерия ЧВК «Вагнер» стремилась «подавить» позиции украинских сил и подвести штурмовые группы к позициям ВСУ. После того как украинские силы начинали отбивать атаки вагнеровцев, по выявленным украинским огневым точкам начинала вести огонь из гранатометов и минометов «огневая группа» ЧВК «Вагнера». При этом разные группы бойцов Вагнера координировали с помощью БПЛА их командиры. Однако такая тактика боевых действий оказались очень ресурсоёмкой, требуя как огромного расхода боеприпасов, так и ведя к огромным потерям личного состава ЧВК «Вагнер». К марту 2023 года российским силам на этом направлении удалось захватить Соледар и ряд прилегающих поселков, создав угрозу окружения украинским силам в Бахмуте и Северске.
Авдеевка рассматривалась как форпост ВСУ, «нависающий» над подконтрольным россиянам Донецком. Российские силы пытались захватить этот город ещё до начала полномасштабного вторжения в Украину. ВСУ создали в городе мощную систему укреплений, используя обширные территории промышленных предприятий города. В январе 2023 года российские силы вновь начали наступать на этот город, используя подразделения, сформированные из мобилизированных, а также старые формирования ДНР и ЛНР, аннексированных осенью 2022 года Россией. В районе Авдеевки российским силам удалось за зиму продвинутся на несколько сотен метров по всей линии фронта ценой больших потерь. Ожесточенные бои велись и за Марьинку. К марту 2023 года город был полностью разрушен.
В конце января 2023 года российские силы начали наступление на Угледар. Однако здесь попытка россиян организовать танковую атаку на Угледар завершилась её разгромом. Российские бронетанковые силы вышли на украинские противотанковые минные поля и были расстреляны артиллерией ВСУ, часть российских машин уничтожили из ПТУР. По данным Oryx, при наступлении на Угледар и Авдеевку с 8 по 10 февраля ВС РФ потеряли 103 единицы техники, в том числе 36 танков, а Украина за этот же период, согласно их данным, потеряла в пять раз меньше — 20 единиц техники, включая два танка. Журналисты Русской службы Би-би-си писали, что судя по сводкам российских провоенных телеграмм-каналов, в боях под Угледаром принимали участие части 40-й отдельной бригады морской пехоты, 155-й бригады морской пехоты, 36-й мотострелковой бригады и формирования ДНР «Каскад».
Представители ВСУ называли трехнедельное сражение под Угледаром крупнейшей танковой битвой в ходе российско-украинской войны. В результате этих боев россияне отказались от лобовых атак города массивами бронетанковой техники, перейдя к ограниченным пехотным атакам. К концу зимы 2023 года Угледар превращается во второстепенное направление боевых действий и так и не был захвачен российскими силами.
Этот новый этап зимнего противостояния военный аналитик Майкл Кофман назвал «второй битвой за Донбасс».

### Другие участки фронта
После отхода российских сил с правой части оккупированной ими Херсонской области, линия фронта в этом районе стабилизировалась по реке Днепр. Задача форсирования Днепра при разрушенных в этом районе мостах через реку и ненадежности паромных или понтонных переправ была слишком сложной задачей как для украинских, так и для российских сил. При этом после освобождения правого берега Днепра от российских войск, силы РФ принялись регулярно обстреливать Херсон и соседние населенные пункты. Целью российских обстрелов Херсона называлась попытка россиян подорвать моральный дух украинского общества.
Зимой 2022—2023 года на запорожском направлении установилось относительное затишье, где происходили в основном отдельные стычки и артиллерийские перестрелки. В середине января российские силы попробовали продвинутся в сторону Орехово и Гуляйполя, однако особых успехов им достичь не удалось.
10 февраля издание Politico писало, что Россия стянула значительные силы к Купянску Харьковской области, который был захвачен россиянами в феврале 2022 года, но был отбит ВСУ в ходе осеннего украинского наступления. На фоне этого среди жителей Харьковской области распространялись слухи о том, что Россия готовит масштабное вторжение в их область. В конце февраля 2023 года о том, что россияне могут готовить мощное наступление в районе Купянска, говорило и Главное управление разведки Украины. Попытка российских сил вернуть контроль район над Купянском и отодвинуть украинскую группировку от Сватово выглядела весьма логичной, однако к концу зимы в районе Купянска россияне захватили лишь несколько сел, не имевших большого стратегического значения.
С октября 2022 года Россия также вела воздушную кампанию по уничтожению украинской энергетической инфраструктуры. Россия пыталась оставить украинцев в зимний период без тепла и света, чтобы принудить украинскую власть пойти на уступки. В апреле 2023 года ISW отмечал, что Россия потерпела поражение в своей попытке организовать гуманитарную катастрофу в Украине.

### Угроза наступления со стороны Белоруссии
Территория Белоруссии использовалась как плацдарм, с которого наступали российские войска, ещё с начала полномасштабного вторжения. Однако после отступления российских войск с северо-востока Украины в конце марта 2022 года, в течение 2022 года Россия не предпринимала новых попыток наступления на Украину со стороны Белоруссии.
В октябре 2022 года белорусский президент Александр Лукашенко объявил о развертывании региональной группировки войск Белоруссии и России.
В декабре 2022 года вооруженные силы Белоруссии внезапно начали военные учения — наибольшие с начала вторжения в Украину, в ходе которых несколько бригад белорусских войск выдвинулись к границе с Украиной. 19 декабря 2022 года российский президент Владимир Путин впервые за три с половиной года посетил Белоруссию, что породило волну слухов о том, что Россия пытается втянуть Белоруссию в войну с Украиной.
В декабре 2022 года украинская разведка и ISW отмечали, что вторжение со стороны Белоруссии хотя и возможно, но маловероятно.
В начале января 2023 года в Белоруссии наблюдалась активизация российских военных, численность которых на тот момент в Белоруссии оценивалась в 13 тысяч человек. На фоне зимнего российского наступления на Донбассе возникла угроза открытия «второго фронта» против Украины с белорусской территории. Однако российскую активность в Белоруссии обозреватели называли «информационной операцией», целью которой было отвлечение сил ВСУ от других участков фронта.

## Оценки
1 марта 2023 года американский военный аналитик Джон Дени (англ. John Deni) заявил: «Хваленое зимнее наступление русских не просто началось — оно продолжается уже месяц. И не приносит значительных успехов. Россия может достичь кульминации наступления и исчерпать свой наступательный потенциал как раз в то время, когда украинцы интегрируют все эти танки и другую бронетехнику, которые позволят Украине перейти в контрнаступление. Если они сделают это весной, то у них может появиться шанс на проигрыш России в войне».
Анализируя зимнее наступление россиян, военный эксперт Майкл Кофман отмечал, что у российских командующих Сергея Суровикина и Валерия Герасимова оказались кардинально разные стратегии ведения войны на Украине: если Суровикин «выбирал оборону, наращивание сил и отражение наступления ВСУ на юге», то Герасимов «истощал российские силы наступательными операциями, приносящими минимальные и отнюдь не стратегически важные результаты».
По оценкам американских властей от апреля 2023 года, Россия в ходе своего зимнего наступления за пять месяцев, начиная с декабря 2022 года, потеряла около 100 тысяч военных убитыми и раненными, из которых убитых не менее 20 тысяч. Около половина этих потерь пришлась на ЧВК «Вагнер». Координатор по стратегическим коммуникациям Совета национальной безопасности Белого дома Джон Кирби говорил, что в ходе этого наступления Россия «исчерпала свои военные запасы и вооружённые силы».
Однако аналитики отмечали, что зимние бои 2022—2023 годов были тяжелым испытанием и для Украины, которая понесла значительные потери среди военнослужащих и испытывала постоянную нехватку боеприпасов.